# Tortosa (Gerichtsbezirk)
Der Gerichtsbezirk Tortosa ist einer der acht Gerichtsbezirke in der Provinz Tarragona.
Der Bezirk umfasst 14 Gemeinden auf einer Fläche von 999,49 km² mit dem Hauptquartier in Tortosa.

## Gemeinden
| Gemeinde               | Einwohner (2024) | Fläche km² | Dichte Einw./km² | Cod INE | Postleitzahl |
| ---------------------- | ---------------- | ---------- | ---------------- | ------- | ------------ |
| L’Aldea                | 4.471            | 30,18      | 148              | 43904   | 43896        |
| Aldover                | 880              | 20,26      | 43               | 43006   | 43591        |
| Alfara de Carles       | 361              | 64,06      | 6                | 43008   | 43528        |
| L’Ametlla de Mar       | 7.373            | 67,14      | 110              | 43013   | 43860        |
| L’Ampolla              | 3.681            | 35,67      | 103              | 43906   | 43895        |
| Benifallet             | 718              | 62,20      | 12               | 43025   | 43512        |
| Camarles               | 3.392            | 29,80      | 114              | 43903   | 43894        |
| Deltebre               | 11.951           | 103,48     | 115              | 43901   | 43580        |
| Paüls                  | 544              | 43,72      | 12               | 43102   | 43593        |
| El Perelló             | 2.907            | 100,62     | 29               | 43104   | 43519        |
| Roquetes               | 8.369            | 137,23     | 61               | 43133   | 43520        |
| Tivenys                | 936              | 53,50      | 17               | 43149   | 43511        |
| Tortosa                | 35.265           | 219,15     | 161              | 43155   | 43500        |
| Xerta                  | 1.156            | 32,48      | 36               | 43052   | 43592        |
| Gerichtsbezirk Tortosa | 82.004           | 999,49     | 82               | –       | –            |